# Kostel svatého Michala (Malé Kosihy)
Kostel svatého Michala je římskokatolický filiální kostel v obci Malé Kosihy v okrese Nové Zámky na Slovensku. Náleží pod římskokatolickou farnost Nanebevzetí Panny Marie v obci Salka, děkanát Štúrovo, diecéze nitranské. Kostel je národní kulturní památkou Slovenska.

## Historie
Původně románská rotunda postavená v areálu opevněného hrádku na konci 12. století nebo na začátku 13. století. Před rokem 1697 byla postavena loď kostela, která propojila samostatně stojící rotundu a věž. Na přelomu 18. a 19. století byla klasicisticky upravena věž. Kostel byl opravován v roce 1909, 1958, a 1995–1996 

## Popis
Loď s dvěma poli pruské klenby na půdorysu obdélníku spojuje věž a rotundu s apsidou. Románská rotunda tvoří kněžiště, jsou v ní zachovány dvě štěrbinová okna, další je v apsidě. Stěny rotundy jsou členěny širokými oblouky slepých arkád na ně nasedá kopule. Apsida, která je zaklenutá konchou, slouží jako sakristie. Ve věži v prvním patře jsou dvě široké sedíle na severní a jižní stěně.
Výzkum odkryl zbytky hradebních zdí, které bylo napojeno na zdivo věže. V apsidě v sondě byla odkryta stará výmalba a nápis. Stavebním materiálem lodi byly opracované kamenné kvádry z tufu.